# Coudray, Mayenne
Coudray är en kommun i departementet Mayenne i regionen Pays de la Loire i nordvästra Frankrike. Kommunen ligger i kantonen Bierné som tillhör arrondissementet Château-Gontier. År 2022 hade Coudray 867 invånare.

## Befolkningsutveckling
Antalet invånare i kommunen Coudray
| Referens: INSEE |